# Гаєв Дмитро Володимирович
Дми́тро Володи́мирович Гаєв (* 21 жовтня 1951, Москва—27 жовтня 2012, Швейцарія) — колишній начальник ДУП «Московський метрополітен».

## Життєпис
Народився у Москві 21 жовтня 1951 року. В 1973 році закінчив Московський інститут інженерів залізничного транспорту, в 1986 році — Московський інститут управління, а в 1989 році — Вище партійне училище.
З 1981 по 1982 рік був старшим інженером Міністерства шляхів сполучення, в 1982 році став інструктором Сокольницького РК КПРС, з 1986 — інструктором і консультантом Московського міськкому КПРС. З 1990 по 1995 рік був першим заступником начальника Московського метрополітену. 25 грудня 1995 року призначений начальником Московського метрополітену.
З 2001 року Д. В. Гаєв є генеральним конструктором проекту «Соціальна карта москвича».
У 2002 році був обраний головою Асамблеї метрополітенів Міжнародного союзу громадського транспорту.
7 лютого 2011 року був звільнений з посади начальника Московського метрополітену у зв'язку із звинуваченнями економічно-кримінального характеру, після того як російська Генпрокуратура оголосила, що з боку керівництва московського метрополітену були виявлені порушення.
Притягувався до кримінальної відповідальності по звинуваченням у зловживанні посадовими повноваженнями. Помер 27 жовтня 2012 у вигнанні в одній з лікарень Швейцарії, де протягом останніх кількох місяців лікувався від раку. «Захист Гаєва, незважаючи на цю трагічну новину, буде домагатися повного припинення кримінальної справи відносно Гаєва за реабілітуючими обставинами», — заявив адвокат Гаєва Олександр Аснис.

## Нагороди
- Орден «За заслуги перед Вітчизною» III ступеня (22 березня 2008) — за вагомий внесок у розвиток транспортної галузі та багаторічну добросовісну працю[4]
- Орден «За заслуги перед Вітчизною» IV ступеня (3 листопада 2001) — за високі досягнення у виробничій діяльності, значний внесок у зміцнення дружби та співпраці між народами та багаторічну добросовісну працю[5]
- Орден Пошани (2 травня 1996) — за заслуги перед державою, вагомий внесок у будівництво Люблінсько-Дмитровської лінії Московського метрополітену та багаторічну добросовісну працю[6]
- Медаль «У пам'ять 850-річчя Москви» (1997)
- Почесний залізничник (1989)
- Почесний будівельник (1996)